# Pierre Milcamps
Pierre Joseph Milcamps (Feluy, 22 oktober 1781 - Schaarbeek, 9 februari 1872) was een Belgisch volksvertegenwoordiger.

## Levensloop
Milcamps was een zoon van Jean Milcamps en Jeanne Cloquet. Hij trouwde met Célestine Demulder. 
Hij promoveerde tot licentiaat in de rechten (1810) aan de École de Droit in Brussel. Hij had een broer, Jean-Baptiste Milcamps (1785-1868), notaris en dichter.
Hij werd achtereenvolgens:
- overtallig bediende bij de kantonale administratie van Seneffe,
- bediende bij de onderprefectuur van Nijvel,
- 1811-1835: procureur bij de rechtbank van Nijvel.

Op politiek vlak werd hij stadssecretaris van Nijvel (1817-1831) en in 1831 werd hij verkozen tot katholiek volksvertegenwoordiger voor het arrondissement Nijvel. Hij bleef dit mandaat vervullen tot in 1841.

## Publicaties
- Législation et jurisprudence en matière de cimetières, Brussel, 1865.
- Liberté et libre exercice des cultes, Brussel, 1866.